# أبو الحسن بن رزقويه
أبو الحسن محمد بن أحمد بن محمد بن أحمد بن رزق بن عبد الله بن يزيد البغدادي البزاز المعروف بـ ابن رزقويه، (325 هـ-412 هـ)، محدّث من الثقات، طلب العلم وسمع الحديث سنة 337 هـ، وتفقه على المذهب الشافعي، وجلس يملي في جامع المدينة من بعد 380 هـ، أصبح ضريرًا في كبره، وتوفي في سنة 412 هـ.

## علمه بالحديث
سمع الحديث سنة 337 هـ، فسمع من: محمد بن يحيى بن عمر بن علي بن حرب الطائي، وإسماعيل بن محمد الصفار، وأبي جعفر بن البختري، وعلي بن محمد المصري الواعظ، وعبد الله بن عبد الرحمن السكري، وعثمان بن السماك، وطبقتهم.
وحدث عنه: أبو بكر الخطيب، وأبو الحسين بن الغريق، ومحمد بن علي بن الحندقوقي، وعبد العزيز بن طاهر الزاهد، ومحمد بن إسحاق الباقرحي، وعبد الله بن عبد الصمد بن المأمون، وأبو الغنائم محمد بن أبي عثمان، وأحمد بن الحسين بن سلمان العطار، ونصر بن البطر، وأخوه علي بن البطر.

## أقوال العلماء عنه
- قال الخطيب: «كان ثقة صدوقًا كثير السماع والكتابة، حسن الاعتقاد، مديمًا للتلاوة، بقي يملي في جامع المدينة من بعد ثمانين وثلاثمائة إلى قرب موته، وهو أول شيخ كتبت عنه، وذلك في سنة ثلاث وأربعمائة بعدما كف بصره .»
- قال أبو القاسم الأزهري: «أرسل بعض الوزراء إلى أبي الحسن بن رزقويه بمال، فرده تورعًا.»
- قال الخطيب: «سمعته يقول: والله ما أحب الحياة إلا للذكر وللتحديث.»
- قال الذهبي: «سمعت البرقاني يوثق ابن رزقويه.»[1]

## وصلات خارجية
- ترجمة ابن رزقويه، على المكتبة الشاملة